# COVID-19 в Абхазии
В данной статье описывается распространение коронавирусной инфекции COVID-19 в частично признанной Республике Абхазия, а также меры предпринимаемые в стране для превенции и борьбы с распространением вируса.

## Реакция властей
4 февраля 2020 года по поручению исполняющего обязанности Президента Абхазии Валерий Бганба, на межведомственном оперативном совещании представители Министерства просвещения, МЧС, СГБ и Государственной миграционной службы РА обсудили ситуацию по заболеваемости сезонным гриппом и ОРВИ, а также ограничительные меры для недопущения коронавируса в страну. Главный санитарный врач Абхазии Людмила Скорик сообщила, что по итогам совещания было принято решение «с 4 февраля ввести карантин на погранпостах „Псоу“ и „Ингур“ и запретить въезд мигрантам и лицам, приравненным к ним, в страну».
25 февраля на совещании у исполняющего обязанности Президента Абхазии Валерия Бганба Министр здравоохранения и социального обеспечения Тамаз Цахнакия сообщил, что случаи заражения зафиксированы в более чем 30 странах мира, в том числе, в 10 государствах Европейского региона (Франция, Германия, Финляндия, Италия, Великобритания, Испания, Россия, Швеция, Бельгия, Израиль). По итогам совещания было заявлено, что принятые 4 февраля 2020 года меры по ограничению въезда на территорию Республики Абхазия иностранных граждан (за исключением граждан Российской Федерации) отражённые в Распоряжении Президента от 7 февраля 2020 года № 55-рп. будут продлены до 7 апреля.
26 февраля 2020 года МИД РА призвал граждан республики воздержаться от посещения стран, в которых зафиксированы случаи заражения коронавирусной инфекцией (COVID-19).
Министерство иностранных дел Республики Абхазия также рекомендовало представителям государственных органов власти и общественных организаций приостановить осуществление рабочих визитов в страны, где обнаружен вирус COVID-19.
27 февраля 2020 года и. о. Президента Абхазии Валерий Бганба внёс в Распоряжение от 07 февраля 2020 года, № 55-рп изменения, согласно которым до 7 апреля 2020 года был ограничен въезд в Республику Абхазия иностранным гражданам и лицам без гражданства, за исключением граждан государств, с которыми у Республики Абхазия в соответствии с международными договорами установлен безвизовый режим.
27 февраля 2020 года в Абхазии создан межведомственный Штаб по противодействию распространению коронавирусной инфекции. В состав межведомственного штаба вошли представители Министерства здравоохранения и социального обеспечения Абхазии, МЧС РА, Службы государственной безопасности Абхазии, Генеральной прокуратуры Абхазии. Об этом сообщает пресс-служба Минздравсоцобеспечения РА.
3 марта 2020 года Приказом министра здравоохранения и социального обеспечения Абхазии Тамаза Цахнакия учреждена и начала работать круглосуточная горячая телефонная линия для населения по профилактике и противодействию распространения коронавирусной инфекции в республике.
6 марта 2020 года Штаб по защите населения от коронавирусной инфекции рекомендовал организациям не проводить в Республике Абхазия массовые мероприятия.

13 марта 2020 исполняющий обязанности Президента Абхазии Валерий Бганба поручил соответствующим структурам принять меры по закрытию государственной границы по реке Ингур с 14 марта.
31 марта Исполняющий обязанности Президента Республики Абхазия Валерий Бганба подписал Распоряжение о введении комендантского часа на территории Галского района.
7 апреля 2020 Исполняющий обязанности Президента Абхазии Валерий Бганба подписал Распоряжение о закрытии государственной границы по реке Псоу для всех категорий граждан с 00:00, 8 апреля 2020 года по 20 апреля.
8 апреля Исполняющий обязанности Президента Республики Абхазия Валерий Бганба подписал Распоряжение о введении комендантского часа на территории Гагрского района.
9 апреля 2020 года и.о. Президента РА Бганба был подписан Декрет "О введении дополнительных ограничительных мер на территории Республики Абхазия и установлении административной ответственности". Согласно Декрету по всей республике вводятся дополнительные ограничительные меры, предусматривающие запрет нахождения на улицах, набережных, площадях, в парках, скверах или иных общественных местах на период с 00 часов 00 минут 11 апреля 2020 года до окончания режима чрезвычайного положения, исключая отдельные случаи.

## Хронология распространения

### Март 2020
По сообщениям оперативного штаба по защите населения от коронавирусной инфекции:
Жительница Республики Абхазия Хецуриани Н. Р. прибыла из Москвы 29 марта в аэропорт города Сочи рейсом U6 407 «Уральские авиалинии» в 10:50. Днём 29 марта она въехала в Республику Абхазия через государственную границу по реке Псоу в сопровождении родственников, на личном автомобиле племянника и проследовала к месту проживания в село Аберкыт Галского района.
Вечером того же дня Из-за плохого самочувствия женщина была госпитализирована за пределы Абхазии на территорию Грузии, где сперва 30.03.2020, а потом 02.04.2020 года повторно у неё было подтверждено заболевание коронавирусом Covid-19.
Все контактировавшие с Хецуриани граждане были изолированы и проверены. По сообщению Минздрава РА ни у кого из 11 контактировавших не подтвердилось заболевания.

### Апрель 2020
7 апреля 2020 года Министр здравоохранения и социального обеспечения Абхазии Тамаз Цахнакия сообщил о первом положительном пациенте с COVID — 19 в Республике Абхазия. Им оказался житель города Гагра, вернувшийся из Москвы 29 марта 2020 года авиарейсом «Уральские авиалинии» Москва — Сочи. Заболевший был вывезен в Гудаутскую центральную районную больницу, которая была определена резервным госпиталем для возможных больных коронавирусом.
Все лица, с которыми контактировал заразившийся гражданин с момента въезда на территорию РА были установлены. Все жильцы 8 этажного здания, в котором он проживал временно были изолированы в своих квартирах.
8 апреля 2020 года коронавирус Covid-19 подтвердился у члена семьи заболевшего. По сообщению оперативного штаба по защите населения от коронавирусной инфекции: «Пациенты, заражённые коронавирусной инфекцией, продолжают получать медикаментозное лечение и находятся под постоянным наблюдением врачей в Центральной больнице Гудауты. Состояние первого заболевшего расценивается как средней степени тяжести с незначительной положительной динамикой. Состояние второго пациента остаётся относительно удовлетворительным»
11 апреля 2020 года оперативный штаб по защите населения от коронавирусной инфекции сообщил: "За прошедшие сутки тестирование на коронавирус прошли пять человек. У четверых из них результат отрицательный. Положительный результат теста на коронавирус выявлен у одного из граждан, контактировавших с первыми двумя заболевшими". Им оказался житель города Гагра 1925 г.р., ранее контактировавший с первым заражённым жителем г. Гагра.
3 сентября 2020 года первый случай заражения выявлен в Ткуарчалском районе Абхазии.

## Расхождение официальной статистики и реальных цифр смертей
По ежедневным сообщениям Оперативного штаба о количестве заболевших и летальных случаев. 
26.04.2020 апреля умерла первая пациентка в Абхазии. 95 летняя жительница Гагры. Общее число летальных случаев 1.
26.07.2020 один из заболевших коронавирусом пациентов скончался в Гудаутской больнице
Общее число летальных случаев 2.
В Гудаутской ЦРБ скончался 79-летний пациент с подтвержденной коронавирусной инфекцией, сообщает оперативный штаб по защите населения Абхазии от коронавируса. Общее число летальных случаев 3.
24.08.2020 от коронавируса умер 54-летний житель Лабры. Общее число летальных случаев 4.
06.09.2020 74 летняя пациентка скончалась по дороге в Гудаутскую ЦРБ. Общее число летальных случаев 5.
09.09.2020 в Гудаутской ЦРБ умер 78 летний житель Абхазии. Общее число летальных случаев 6.
13.09.2020 в Сухуме умерла 84 летняя женщина. Общее число летальных случаев 7.
23.09.2020 в Гудаутской больнице умер мужчина, 1959 года рождения. Общее число летальных случаев 8.
26 сентября сообщили, что девяностолетняя пациентка Гудаутского госпиталя с подтвержденным диагнозом COVID-19 скончалась 25 сентября. Общее число летальных случаев 9.
28 сентября в Гудаутском госпитале скончался 58-летний ковид-положительный пациент, поступивший в реанимационное отделение Гудаутской ЦРБ. Общее число летальных случаев 10.
29 сентября сообщили, что 27 сентября в Гудаутском госпитале скончался 62-летний ковид-положительный пациент, поступивший в реанимационное отделение Гудаутской ЦРБ
Общее число умерших 11.
01.10.2020 мужчина, 1946 года рождения, с подтвержденным диагнозом COVID-19 скончался в Гудаутском госпитале. Общее число летальных случаев 12.
03.10.2020 Женщина, 1960 года рождения, с диагнозом COVID-19 скончалась в Гудаутской больнице 3 октября. Всего летальных случаев 13.
05.10.2020. В Гудаутской больнице скончалось двое пациентов. 
Мужчина, 1947 года рождения, скончался 4 октября от нарастания дыхательной и сердечной недостаточности. Он находился на лечение в госпитале с 23 сентября. Общее число летальных случаев 14.
Второй пациент, 64 лет, умер 5 октября через 40 минут после поступления в реанимационное отделением Гудаутской больницы. Общее число летальных случаев 15.
5.10.2020 в больнице в Гудауте от дыхательной и сердечной недостаточности скончался пациент с подтвержденным диагнозом коронавирус. Мужчина, 1947 года рождения. Общее число летальных случаев 16.
08.10.2020 в Гудаутском госпитале умерло три пациента.
Пациентка 1947 г.р.
Пациент 1938 г.р.
Пациентка 1953 г.р. Общее число летальных случаев 19.
При этом в соседних с Абхазией Грузии и России медицинские учреждения сообщали о вывезенных в тяжелом состоянии пациентах из Абхазии, которые умерли несмотря на оказываемую помощь и точно не попали в статистику.
21.09.2020 директор Тбилисской инфекционной клиники Марина Эзугбая сообщила журналистам, что 60-летняя пациентка из Абхазии с COVID-19 скончалась накануне в клинике города Кутаиси.
22.09.2020 в Тбилисской клинике скончался еще один пациент с COVID-19 из Абхазии.
29.09.2020 в инфекционной больнице №2 Сочи скончался пациент из Абхазии, сообщила пресс-служба администрации Краснодарского края. 
59-летний житель Абхазии поступил в тяжелом состоянии, тест на COVID-19 был положительный
02.10.2020 среди умерших в Кутаисской клинике – 69-летний житель абхазского города Очамчира.
04.10.2020 житель Абхазии с подтвержденным диагнозом COVID-19 умер в инфекционной больнице Сочи, сообщает пресс-служба администрации Краснодарского края. 
38-летний мужчина поступил в больницу в тяжелом состоянии из Абхазии.

## Известные люди, умершие от коронавируса в Абхазии
- Ачугба, Теймураз Алиевич — историк, этнолог, общественно-политический деятель, доктор исторических наук, профессор АГУ.
- Чаниа, Терентий Михайлович — народный поэт Абхазии, член Союза писателей СССР, России и Абхазии.